# مارتن باران
مارتن باران (3 يناير 1988 ببريشوف في سلوفاكيا - ) هو لاعب كرة قدم سلوفاكي في مركزي الدفاع وقلب الدفاع. شارك مع منتخب سلوفاكيا تحت 21 سنة لكرة القدم. أما مع النوادي، فقد لعب مع بولونيا وارسو ونادي قاسم باشا وياغيلونيا بياويستوك وتاتران بريشوف ‏ وWigry Suwałki ‏ وFK LAFC Lučenec ‏ وPolonia Bytom ‏.

## وصلات خارجية
- مارتن باران على موقع اتحاد تركيا (لاعب) (الإنجليزية)
- مارتن باران على موقع قاعدة بيانات كرة القدم.إي يو (الإنجليزية)
- مارتن باران على موقع Soccerway.com (الإنجليزية)